# Innocenzio Fazzi
Innocenzio Fazzi (Pisa, ... – ...; fl. XVIII secolo) è stato un ingegnere, architetto e cartografo italiano del Granducato di Toscana.

## Biografia
Nacque a Pisa intorno al 1725, fece parte del Corpo degli ingegneri militari dell'esercito di Spagna e servì poi nell'esercito dei Lorena, entrando nel Corpo del genio militare granducale nei primi anni cinquanta del XVIII secolo. Al 1752 risale uno dei suoi primi lavori documentati, un disegno della torre della Linguella di Portoferraio.
Nel 1761 eseguì la Carta topografica del Litorale Toscano da Livorno fino alle torri di Campiglia e nel 1767 fu autore della Relazione topografica del Littorale Pisano, di Pietrasanta, di quello della Maremma Senese, Isola del Giglio, di Porto Ferrajo nell'Isola d'Elba e di tutte le Torri e posti adiacenti, dove sono descritte e analizzate le caratteristiche geomorfologiche e lo stato delle fortificazioni di tutto il litorale toscano continentale e insulare. Realizzò anche una raccolta di venticinque piante sulle dogane del pascolo della Maremma, commissionata dagli appaltatori generali delle finanze toscane, e un raccolta intitolata Città murate, ville granducali e fortezze di Toscana, sotto la supervisione di Odoardo Warren, che comprendeva anche altre mappe realizzate in precedenza da autori quali Giuliano Anastagi e Pietro Giovanni Venturi.
Già tenente, nel 1765 venne nominato capitano dal direttore generale del corpo Giuseppe De Baillou, che lo preferì ad Andrea Dolcini, ed ebbe il comando del Lazzaretto e della Fortezza Vecchia di Livorno. A Livorno progettò il lazzaretto di San Leopoldo (1773-1780), voluto dal granduca Pietro Leopoldo, e la nuova strada di comunicazione tra il centro di Livorno e l'agro che tagliava il bastione del Casone. Negli anni ottanta realizzò anche una precisa e minuziosa carta topografica che illustrava i confini tra il granducato e il Principato di Piombino nella zona di Punta Ala.
Il suo lavoro venne particolarmente apprezzato dal granduca Pietro Leopoldo, che in una relazione dell'aprile 1774 lo definisce «uomo di talento, abilità ed esatto», arrivando a dichiarare che «nel corpo del Genio [...] il solo capitano Fazzi è capace», e mostrando in più occasioni l'intenzione di metterlo a capo della direzione generale al posto di Giuseppe De Baillou, giudicato incapace.